# Zagarise
Zagarise ist eine italienische Stadt in der Provinz Catanzaro in Kalabrien mit 1394 Einwohnern (Stand 31. Dezember 2023).

## Lage und Daten
Zagarise liegt 28 km nördlich von Catanzaro im Tal des Flusses Simeri. Die Nachbargemeinden sind Albi, Magisano, Mesoraca (KR), Petronà, Sellia, Sellia Marina, Sersale, Soveria Simeri und Taverna.

## Sehenswürdigkeiten
Die Pfarrkirche Santa Maria Assunta hat ein Portal aus dem Jahre 1521, der Rest der Kirche wurde 1783 umgebaut. Im Ort steht ein mittelalterlicher Turm.

## Galerie

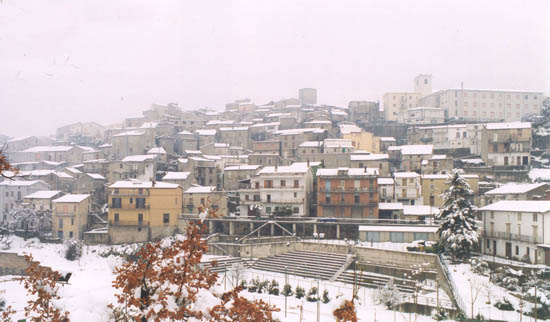
Panorama von Zagarise
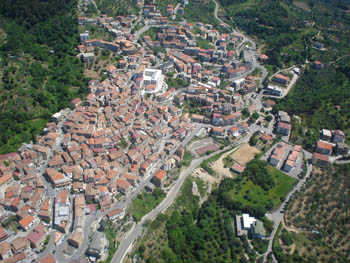
Luftaufnahme von Zagarise
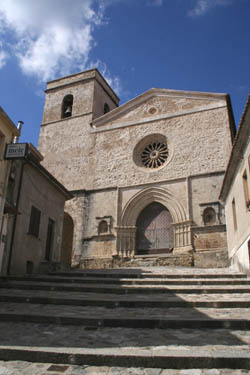
Pfarrkirche